# Верхній Куркужин
Верхній Куркужин (рос. Верхний Куркужин) — село у Баксанському районі Кабардино-Балкарії Російської Федерації.
Орган місцевого самоврядування — сільське поселення Верхній Куркужін. Населення становить 3060 осіб.

## Історія
Згідно із законом від 27 лютого 2005 року органом місцевого самоврядування є сільське поселення Верхній Куркужин.

## Населення
| 1970  | 2002  | 2010  | 2012  | 2013  | 2014  | 2015  |
| ----- | ----- | ----- | ----- | ----- | ----- | ----- |
| 3748  | ↘3038 | ↗3060 | ↘3057 | ↘3051 | ↗3068 | ↗3092 |
| 2016  | 2017  | 2018  | 2019  | 2020  |       |       |
| ↗3107 | ↘3104 | ↗3112 | ↘3111 | ↗3113 |       |       |